# Jekatierina Gruń
Jekatierina Gruń (ros. Екатерина Грунь; z domu Fiesienko, [Фесенко]; ur. 10 sierpnia 1958 w Krasnodarze) – rosyjska lekkoatletka specjalizująca się w biegach płotkarskich. W czasie swojej kariery reprezentowała Związek Socjalistycznych Republik Radzieckich.

## Sukcesy sportowe
- mistrzyni ZSRR w biegu na 400 metrów przez płotki – 1980[1]

| Rok  | Miasto   | Zawody             | Konkurencja       | Wynik       |
| ---- | -------- | ------------------ | ----------------- | ----------- |
| 1982 | Ateny    | mistrzostwa Europy | bieg na 400 m ppł | 7. miejsce  |
| 1983 | Edmonton | uniwersjada        | bieg na 400 m ppł | złoty medal |
| 1983 | Helsinki | mistrzostwa świata | bieg na 400 m ppł | złoty medal |

## Rekordy życiowe
- bieg na 400 metrów przez płotki – 54,14 – Helsinki 10/08/1983